# Deep Blue (álbum de Parkway Drive)
Deep Blue é o terceiro álbum da banda de metalcore australiana, Parkway Drive. Foi gravado em Los Angeles, Califórnia, e foi lançado em 29 de junho de 2010 a Epitaph Records. O álbum estreou no número 2 nas paradas ARIA e no número 39 na parada Billboard 200. É lançamento mais aclamado do Parkway Drive, tendo uma separação de três anos entre o seu álbum anterior, Horizons. Ele ganhou o ARIA Award 2010 de Melhor Rock / Heavy Metal Album disco e foi certificado de ouro em vendas pelo ARIA.

## Escrever e gravar
A gravação do álbum foi feito em março - abril, a escrita foi feito na cidade natal da banda de Byron Bay mais de seis meses, sobre o anúncio do álbum em seu Myspace e blogue o vocalista e letrista Winston McCall explicou a narrativa que atravessa. Deep Blue "É basicamente sobre a busca da verdade em um mundo que parece ser desprovido de que". "A história é contada através dos olhos de um homem que acorda e percebe que sua vida é uma mentira e nada que ele acredita é real. Assim, ele tenta encontrar a verdade dentro de si mesmo e sua viagem leva-o para o fundo do oceano e vice-versa. a música 'Alone' é um resumo da história Deep Blue diz.

## Lançamento e promoção
Em 18 de Maio Parkway Drive colocar o Sleepwalker pista up no seu perfil Myspace e também afirmou que o álbum está disponível para pré-venda e pré-visualização através do iTunes. As filmagens para o vídeo " Sleepwalker " teve lugar em Brisbane , na Austrália e Kevin chamada a partir comeback Kid desempenha um papel cameo. Em 16 de junho, a Unrest foi liberado para streaming no Myspace oficial do Parkway Drive. Em 18 de junho , o álbum tinha sido divulgada em vários Intercâmbio de arquivos sites. Posteriormente, em 19 de junho o álbum inteiro tinha sido divulgada em sites de streaming como o YouTube. Em 16 de maio de 2011, Deep Blue foi anunciado disco de ouro, aprovado pela ARIA Charts

## Recepção
Deep Blue tem recebido elogios da crítica. O NewReview deu ao álbum um 4.5 de 5 e declarou: "Deep Blue é verdadeiramente um álbum inovador. Parkway Drive tem desfraldou uma magistralmente trabalhada, distinto, e intensamente pesado obra de arte que estabeleceu o padrão para todas as outras empresas do setor. "Rock Sound classificou-o como o melhor álbum do ano 42, afirmando que o álbum foi" mais orgânica, menos restrito e intrigante em seu uso de gama dinâmica, Deep Blue fornece todos os hinos necessários para manter o ventilador Base dedicado com espaço suficiente para o desvio ocasional ou excursões na natureza metálica que pode apenas virar algumas cabeças novas na direção deles.
Sleepwalker ficou em número 97 no Triple J Hottest 100 de 2010.

## Lista de faixas
Todas as canções escritas e compostas por Parkway Drive.
| N.º            | Título                      | Duração |  |
| 1.             | "Samsara"                   | 1:45    |  |
| 2.             | "Unrest"                    | 2:19    |  |
| 3.             | "Sleepwalker"               | 4:01    |  |
| 4.             | "Wreckage"                  | 3:21    |  |
| 5.             | "Deadweight"                | 3:47    |  |
| 6.             | "Alone"                     | 4:30    |  |
| 7.             | "Pressures"                 | 3:22    |  |
| 8.             | "Deliver Me"                | 4:13    |  |
| 9.             | "Karma"                     | 3:49    |  |
| 10.            | "Home Is for the Heartless" | 4:08    |  |
| 11.            | "Hollow"                    | 3:00    |  |
| 12.            | "Leviathan I"               | 3:49    |  |
| 13.            | "Set to Destroy"            | 1:34    |  |
| Duração total: | Duração total:              | 43:46   |  |

## Integrantes
Parkway Drive
- Winston McCall - vocal
- Jeff Ling - guitarra
- Luke Kilpatrick - guitarra
- Jia O'Connor - baixo
- Ben Gordon - bateria

Pessoal adicional
- Brett Gurewitz do Bad Religion - backing vocals em "Home Is for the Heartless"
- Marshall Lichtenwaldt de The Warriors - vocais em "Hollow"

Produção
- Joe Barresi - Produtor
- Brian Gardner - Masterização
- Dan Mumford - Direção de arte